# Religion en Russie
Religion en Russie (2020)
- Église orthodoxe (63 %)
- Autres chrétiens (7 %)
- Sans religion (9 %)
- Athées (13 %)
- Islam (6,5 %)
- Autres religions (0,75 %)
- Pas de réponse (0,25 %)

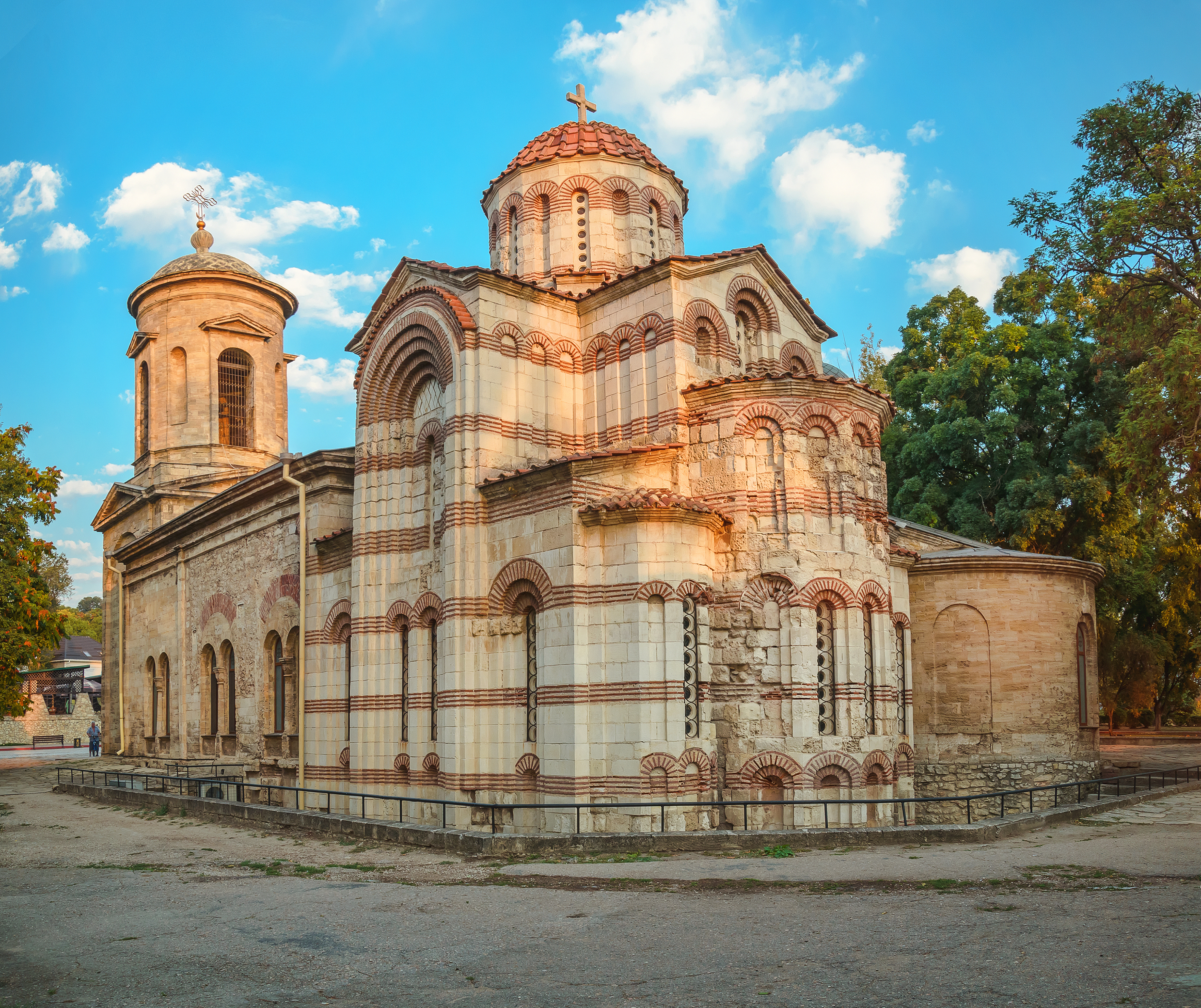
Une église ancienne de Saint Jean Baptiste (Kertch) du VIe siècle.

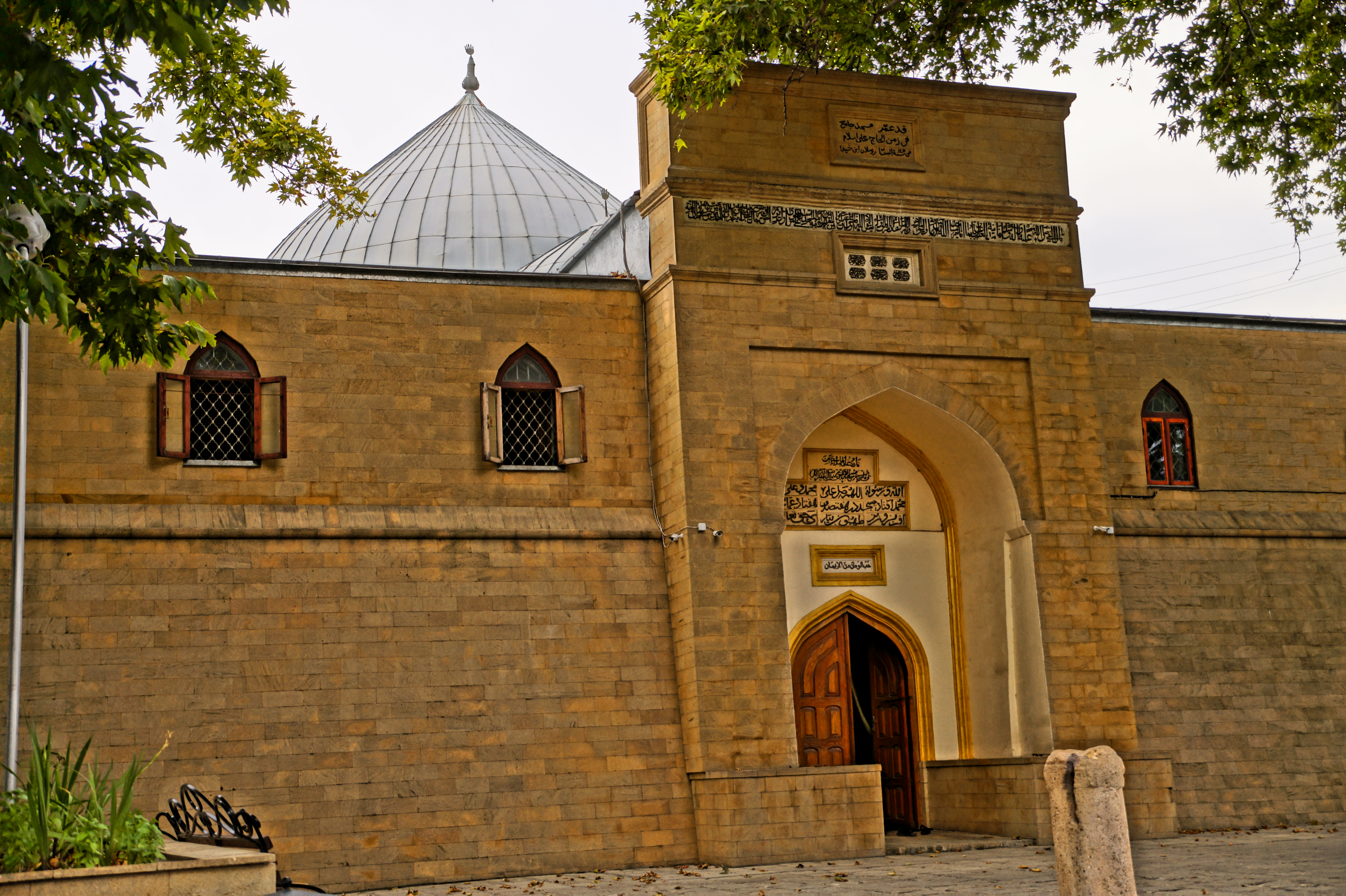
Une ancienne mosquée de Derbent Juma (VIIIe siècle).

La fédération de Russie est définie comme un État laïc par la Constitution russe de 1993, qui garantit « la liberté de conscience, la liberté de religion, y compris le droit de pratiquer individuellement ou en groupe une religion ou de ne pratiquer aucune religion, de choisir librement une religion, d'avoir le droit de posséder et de diffuser des croyances religieuses et d'agir conformément à celles-ci ». La loi fédérale du 26 septembre 1997 no 125-Ф3 « sur la liberté de conscience et sur les associations religieuse » confirme « l'égalité devant la loi indépendamment de l'attitude à l'égard de la religion ou de la conviction » .
Cependant, en juin 2013, des corrections ont été apportées au Code pénal de la fédération de Russie pour accroître la responsabilité «sur le fait d'offenser les sentiments des croyants», quels qu'ils soient. Dans le cadre de cette modification, les montants des amendes ont été changés et la responsabilité pénale est apparue.
Les dernières restrictions religieuses inscrites dans les lois de l'Empire russe ont été supprimées par le Gouvernement provisoire le 20 mars 1917 .
En Russie, il n'y a pas d'organisme gouvernemental conçu pour effectuer le contrôle des associations religieuses.
Les principales religions représentées en Russie sont le christianisme (principalement le christianisme orthodoxe, mais il y a également des catholiques et des protestants), l'islam, le judaïsme et le bouddhisme. Dans un même temps, une partie de la population de la Russie est athée  .

## Nombre général des croyants
En Russie, il n'y a pas de chiffres officiels sur l'appartenance à des organisations religieuses. La loi interdit de déclarer officiellement l'appartenance religieuse des citoyens.
Les questionnaires de sociologie sont le seul moyen d'avoir des données sur les croyances religieuses de la population russe. Les résultats des questionnaires sont souvent controversés. Pour cette raison il est assez compliqué d'étudier les croyances religieuses de la population.

## Histoire

### Avant le christianisme
La christianisation des Slaves (en) s'effectue aux VIIe – XIIe siècles : christianisation de la Pologne, christianisation de la Rus' de Kiev, christianisation du Khaganat de la Rus' (en) (Khaganat de la Rus').
Les Slaves orientaux, partie des  Slaves parlant des langues balto-slaves, apparaissent en Europe lors des grandes migrations des Ve – VIe siècles.
Ils pratiquent une forme de polythéisme, qu'on dénomme paganisme slave : mythologie biélorusse, liste des divinités slaves, folklore slave (en).
Une minorité pratique également la Zagovory (en), magie traditionnelle des Slaves orientaux.
Une parti des croyances est influencée par la religion nordique ancienne (Forn siðr), la mythologie nordique, entre autres par l'intermédiaire des Varègues (Vikings installés en Rus' de Kiev).
L'hypothèse d'une écriture slave préchrétienne (en) est à l'étude, au moins sous forme de proto-écriture d'une langue proto-slave.

### Christianisme
En Russie, les trois principales branches du christianisme sont représentées : l'orthodoxie, le catholicisme et le protestantisme. Cependant, il existe également des disciples de nouveaux mouvements chrétiens, de cultes et de sectes chrétiennes.

#### Orthodoxie
Le christianisme orthodoxe a eu un rôle spécial dans l'histoire de la Russie.
Andrew Higgins, correspondant de The Wall Street Journal, a noté qu’environ deux tiers de la population russe se considèrent comme orthodoxes, selon lui, c'est deux fois plus important qu'à la fin de l'URSS (en 1991). Higgins souligne que, selon les données des enquêtes sociologiques, la plupart des Russes voient l'Église orthodoxe russe comme une religion nationaliste. Cependant, seulement 4 % des Russes considèrent l'orthodoxie comme une source de valeurs spirituelles et morales.
L'Église orthodoxe russe est la plus grande organisation religieuse en Russie. La christianisation de la Rus' de Kiev a lieu symboliquement en 988 grâce au prince Vladimir Ier.
En 991, le Patriarcat de Constantinople crée la métropole de Kiev et de toute la Rus' : Métropolinat de Kiev.
En 1325, le siège de la métropole de Vladimir est transféré à Moscou avec maintien du titre de Kiev.
En 1448, par la déclaration d'autocéphalie de la métropole de Moscou, les primats abandonnent progressivement le titre de Kiev pour prendre celui de métropolite de Moscou et de toute la Russie.
En 1589, l'autocéphalie du Patriarcat de Moscou et de toutes les Russies est reconnue par le patriarcat de Constantinople qui l'élève au rang de patriarcat.
Aboli par Pierre le Grand en 1721, le patriarcat est restauré le 28 octobre (11 novembre) 1917.
Malgré les controverses et les « hérésies » (strigolniki, hérésie des Judaïsants, mouvements protestataires comme les vieux-croyants, doukhobors, moloques, khlysts, soubbotniks, scoptes ou philippoviens), l'Église russe se consolide au cours des siècles suivants, grâce notamment à l'essor de la vie monastique.
L'Église orthodoxe russe actuelle se considère comme la première communauté chrétienne de Russie.

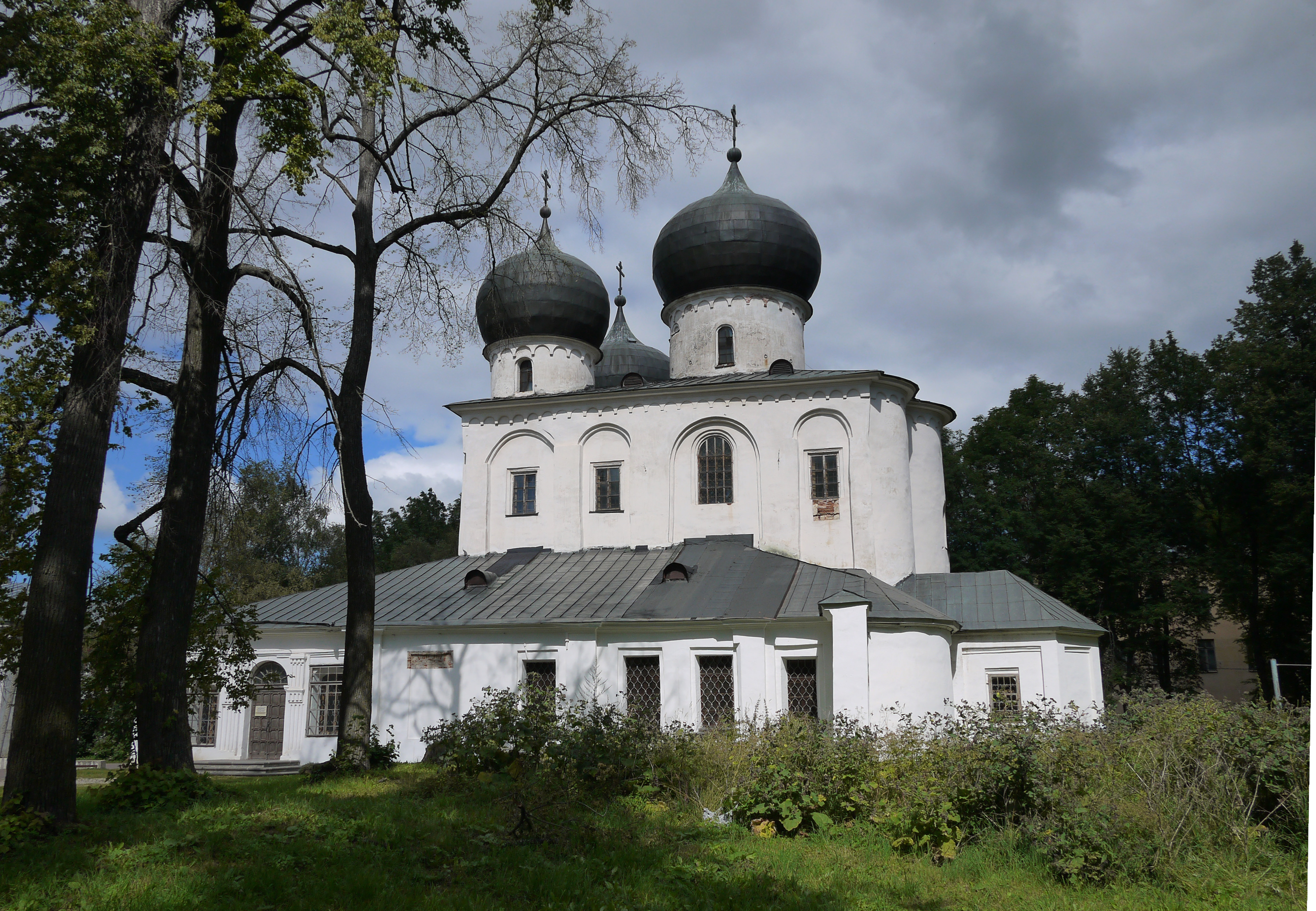
Une des plus anciennes cathédrales, celle de la Nativité de la Vierge Marie (Monastère d'Antoniev), construite en 1119.
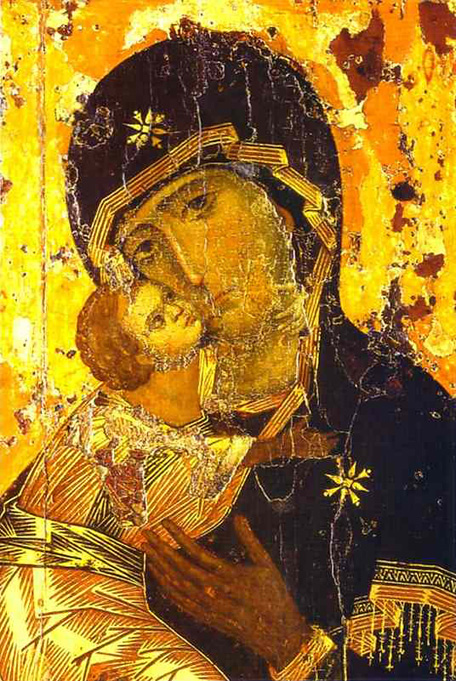
Icône Notre-Dame de Vladimir, un symbole de l’Église russe.
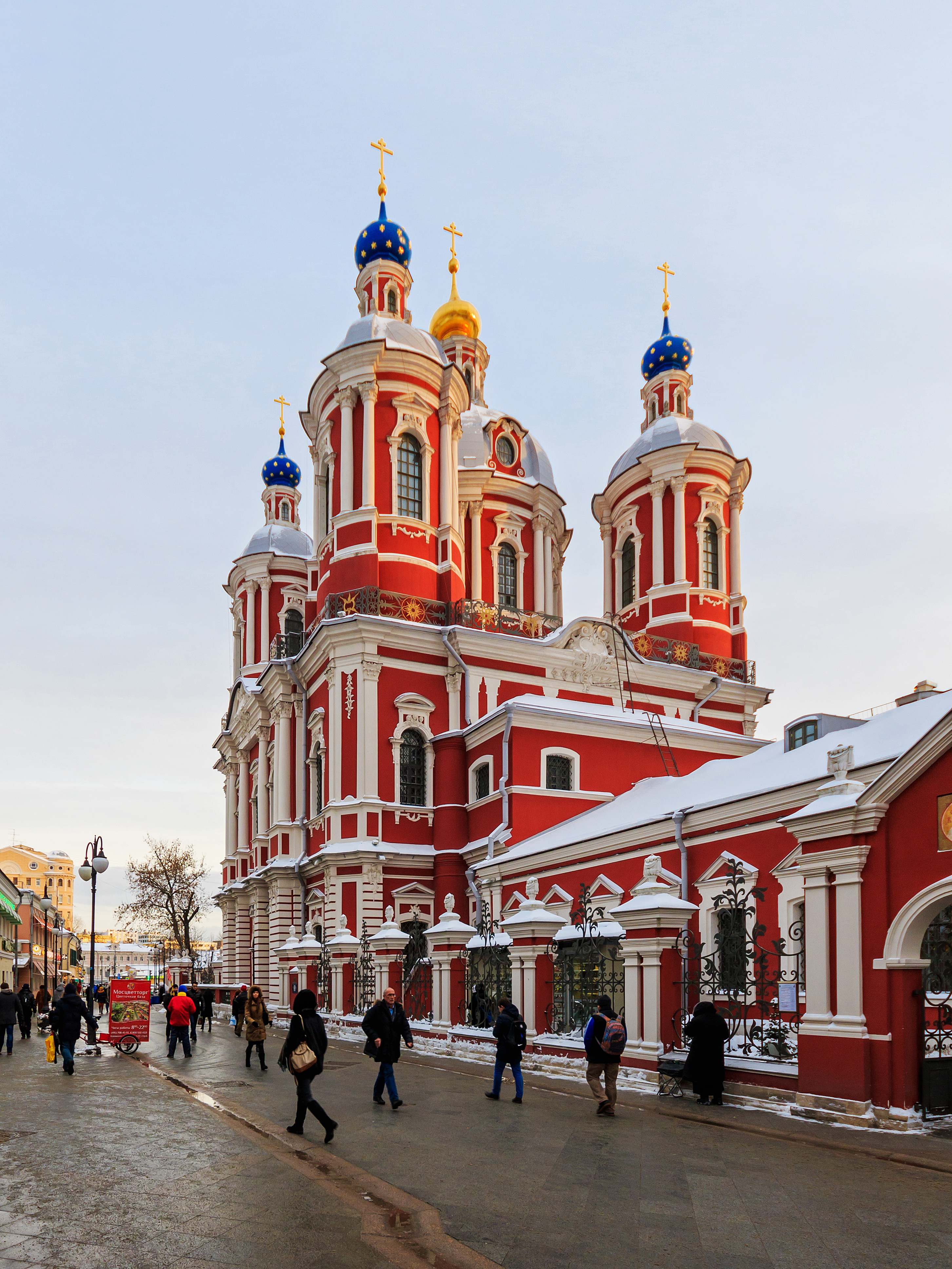
Église orthodoxe Clément de Rome (Moscou).
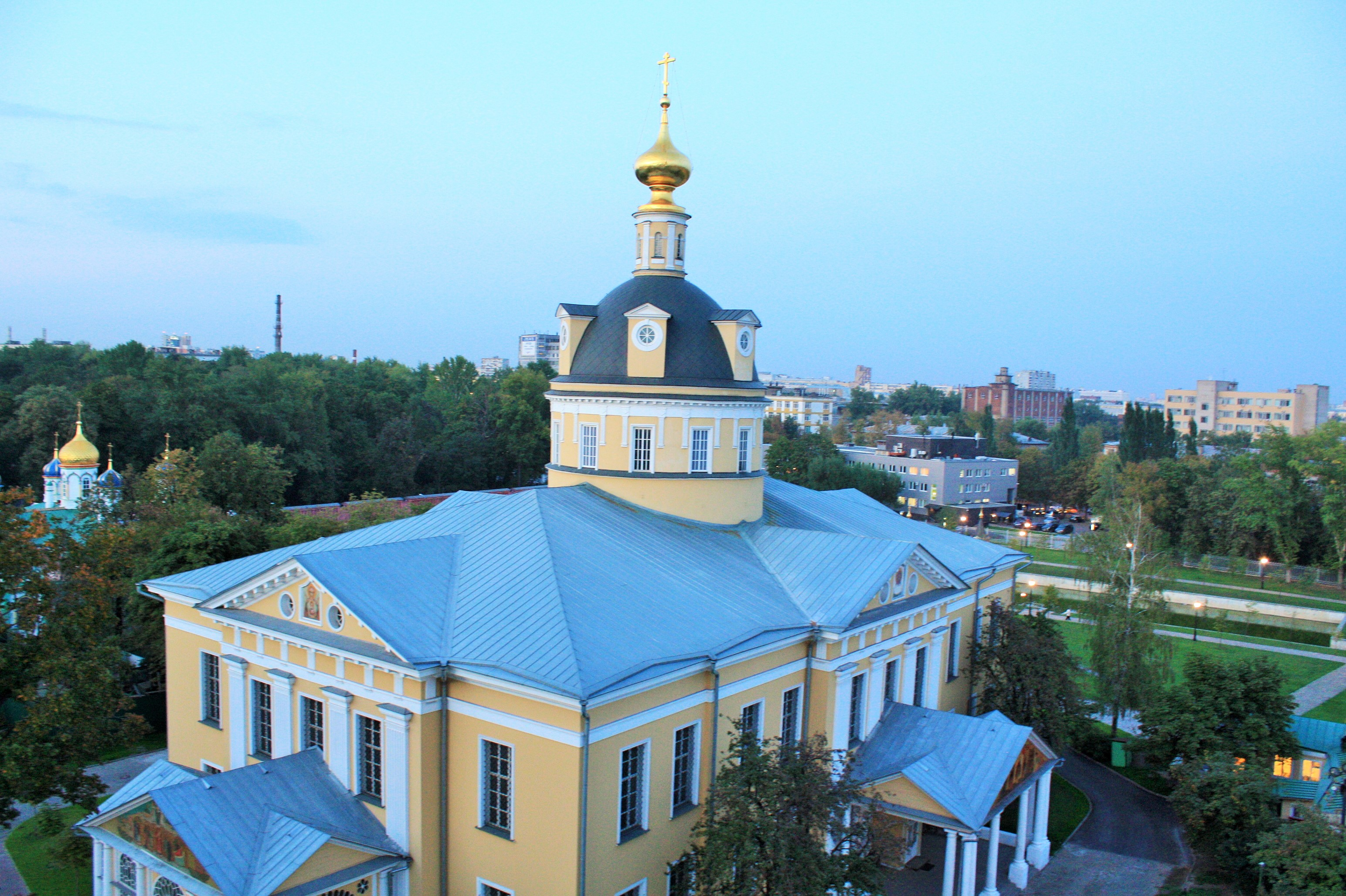
Église Clément de Rome.

#### La prévalence de l'orthodoxie en Russie
Selon l'enquête (mars 2010) de VTsIOM, 75 % des Russes se considèrent comme des chrétiens orthodoxes, alors que seulement 54 % d'entre eux connaissent le contenu de la Bible. Environ 73 % des orthodoxes pratiquants respectent les coutumes religieuses et les jours fériés .
Pourcentage de Russes qui vont régulièrement à l'église
| Année                        | 1991 | 1993 | 1994 | 1995 | 1996 | 1997 | 1998 | 2002 | 2003 |
| ---------------------------- | ---- | ---- | ---- | ---- | ---- | ---- | ---- | ---- | ---- |
| 1 ou plusieurs fois par mois | 5    | 5    | 7    | 6    | 7    | 5    | 9    | 8    | 6    |
| 1 ou plusieurs fois par an   | 20   | 35   | 28   | 30   | 17   | 16   | 22   | 18   | 30   |
| Moins qu'une fois par an     | -    | -    | 21   | -    | 16   | 14   | 11   | 15   | 18   |
| N'y sont jamais allés        | 65   | 45   | 43   | 63   | 60   | 62   | 55   | 59   | 46   |
| Nombre de répondants         | 3000 | 2000 | 2957 | 1698 | 2404 | 2406 | 1703 | 2107 | 2107 |

#### Églises orientales anciennes
Les Églises orientales anciennes sont représentées en Russie par l'Église apostolique arménienne et l'Église assyrienne de l'Est.

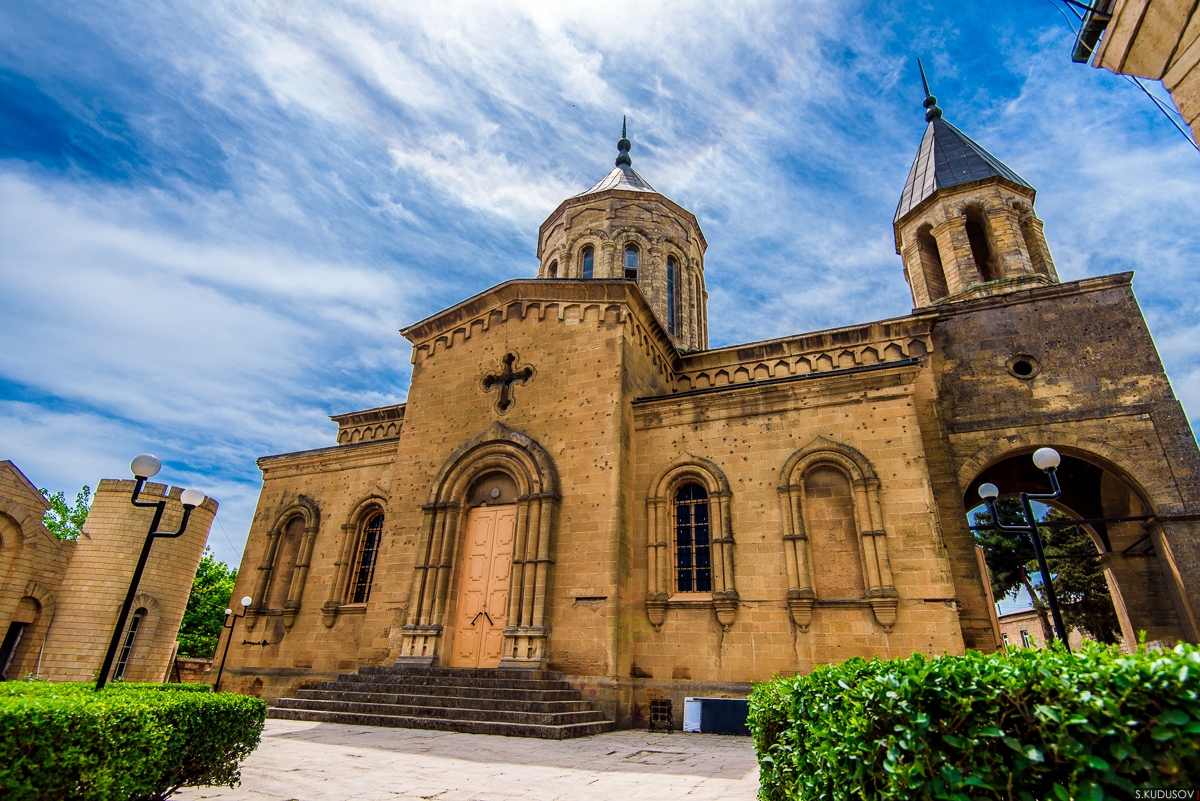
Église du Saint-Sauveur arménien (Derbent).

#### Catholicisme romain
Depuis le début des années 1990, l’Église catholique fonctionne librement en Russie.
L'estimation du nombre de catholiques en Russie est approximative. Dans les années 1996-1997 il y avait entre 200 000 et 500 000 catholiques en Russie.
- Catholicisme en Russie
- Catholicisme à Saint-Pétersbourg

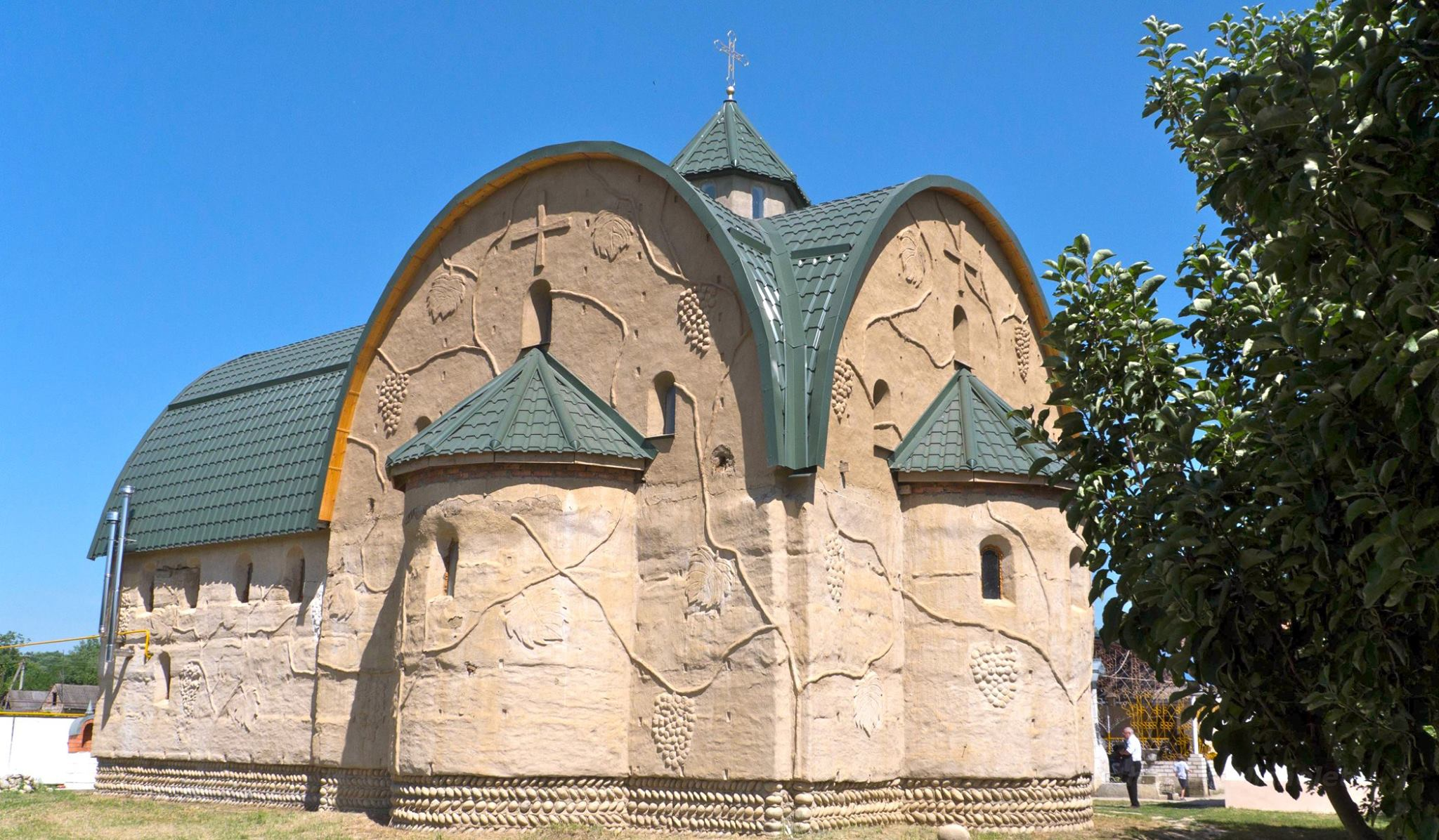
Églisee catholique de Blagovechtchensk.

- Franciscains conventuels de Russie (1993)
- Cathédrale de l'Immaculée-Conception de Moscou (1901-1911)
- Archidiocèse de la Mère de Dieu de Moscou (1991, puis 2002)
- Préfecture apostolique d'Ioujno-Sakhalinsk (1932, rétablie en 2002)
- Conférence des évêques catholiques de la fédération de Russie (1999)
- Églises catholiques en Russie
- Église grecque-catholique russe
- Église grecque-catholique ukrainienne (également présente en Russie)
- Église catholique arménienne

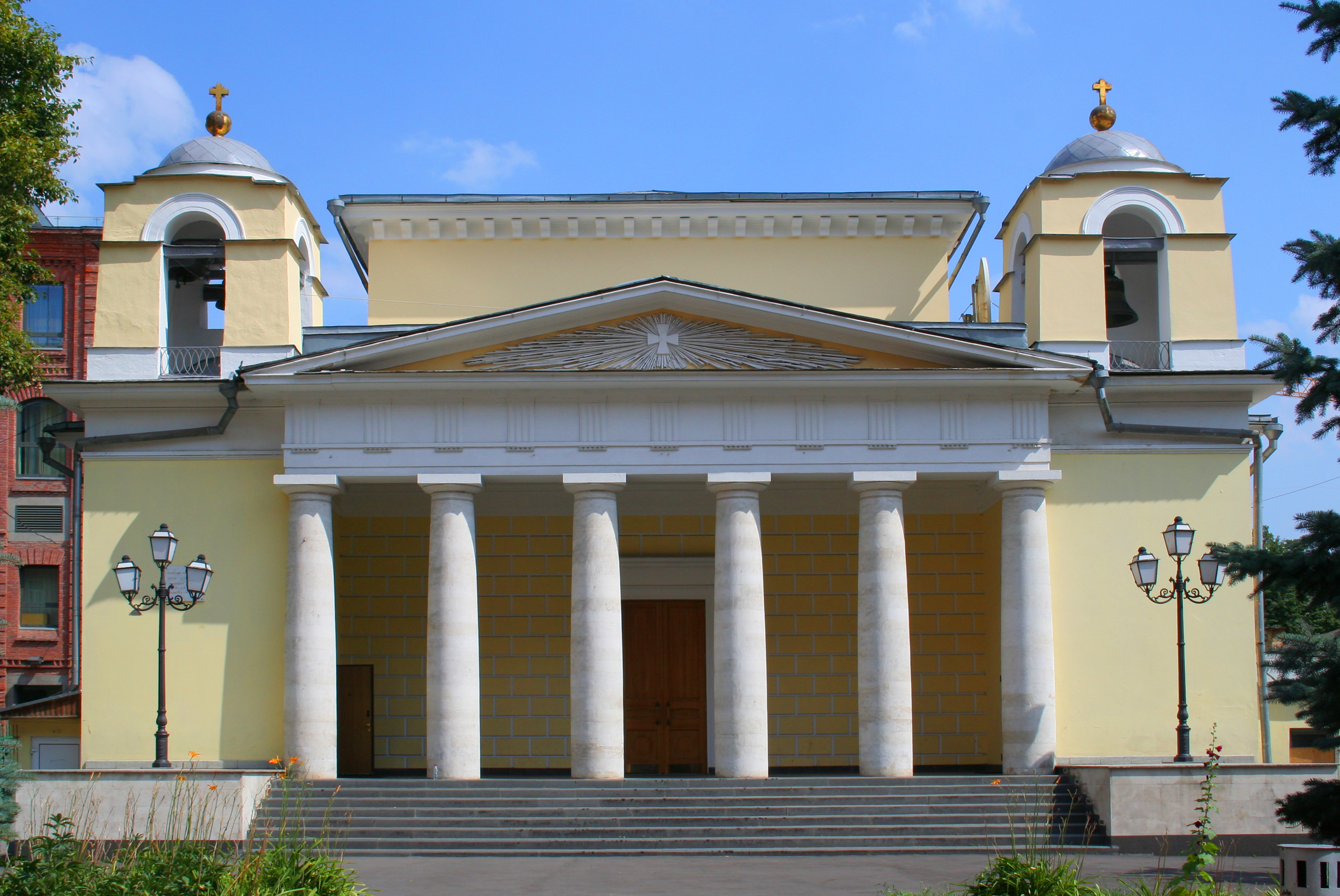
Église Saint-Louis-des-Français de Moscou

#### Protestantisme
Le nombre de protestants en Russie est estimé à 3 millions de personnes (2014). Les protestants se situent à la deuxième place juste après les orthodoxes sur une échelle de prévalence. Dans les districts fédéraux du Caucase du Nord et de la Volga, les protestants sont également inférieurs en nombre aux musulmans et, dans le district fédéral extrême-oriental, ils ont la première place.

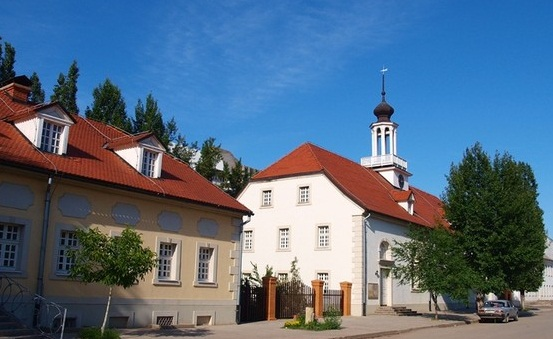
La plus ancienne église protestante de Sarepta (Volgograd, 1772).
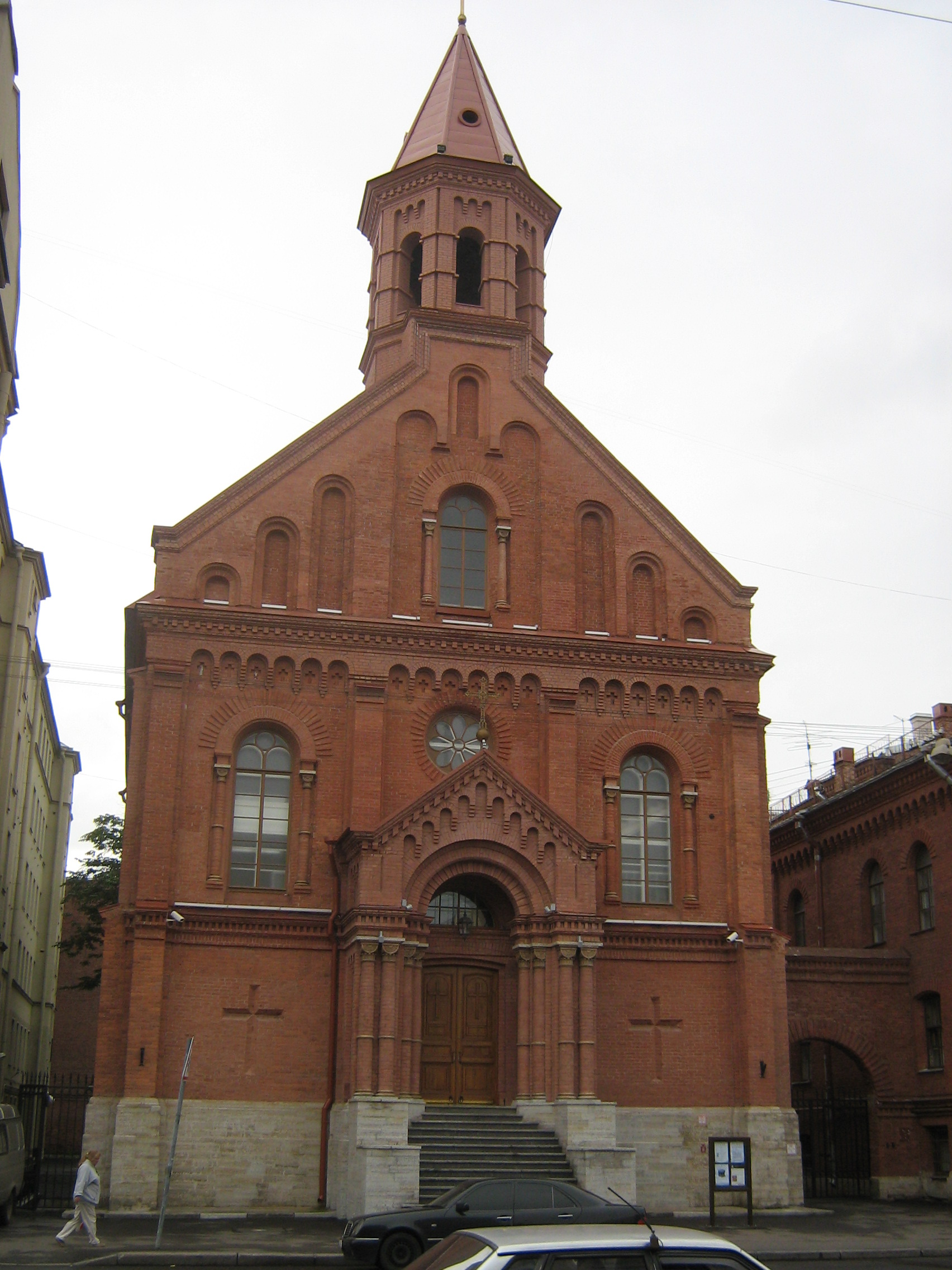
Église Saint-Jean (Saint-Pétersbourg).

#### Restaurationnisme
Le restaurationnisme chrétien, ou "primitivisme chrétien", du moins d'origine occidentale non-orthodoxe, prémillénariste, apparaît en Russie dans les années 1920 : pentecôtisme, adventisme, mormonisme.
L'évangélisme, principalement le pentecôtisme, appelé aussi "Églises de Réveil", apparaît dans les années 1980 et s'implante dans les années 1990.
Le 20 avril 2017, l'activité de l'organisation religieuse des Témoins de Jéhovah (et ses 395 branches) est déclarée extrémiste et est interdite en Russie, par la décision de la Cour suprême de la fédération de Russie.

### Autres confessions

#### Judaïsme
- Histoire des Juifs en Russie, Liste de synagogues de Russie

#### Islam (6 à 10%)
L’islam est avant tout lié à l’Asie centrale, puisque 75 % des musulmans vivant sur le territoire de l’ancienne Union soviétique le pratiquent dans cette région. 15 % sont au Caucase. Le reste est concentré dans les régions de la moyenne Volga et de l’Oural, en Russie. En dehors des Azéris, les musulmans de l’ex-URSS sont majoritairement sunnites. Les révélations sur la compromission des chefs islamistes avec le pouvoir soviétique posent également un problème pour cette communauté.
En 1989, dans le cadre de l'assouplissement général des restrictions sur les religions, certaines associations religieuses musulmanes supplémentaires ont été enregistrées et certaines des mosquées qui avaient été fermées par le gouvernement ont été restituées aux communautés musulmanes. Les mollahs non officiels étaient soit autodidactes, soit formés de manière informelle par d'autres mollahs. À la fin des années 1980, l'islam non officiel a semblé se diviser en congrégations et groupes fondamentalistes mettant l'accent sur le soufisme.
Selon les experts, il y a environ 8 millions de musulmans en Russie. Selon les organisations spirituelles musulmanes il y a environ 20 millions de musulmans en Russie.  
D'après les résultats d'une enquête de VTsIOM sur l'ensemble de la population russe, la proportion des personnes qui se considèrent comme des adeptes de l'islam en Russie a diminué de 7% en 2009 à 5% en 2010.

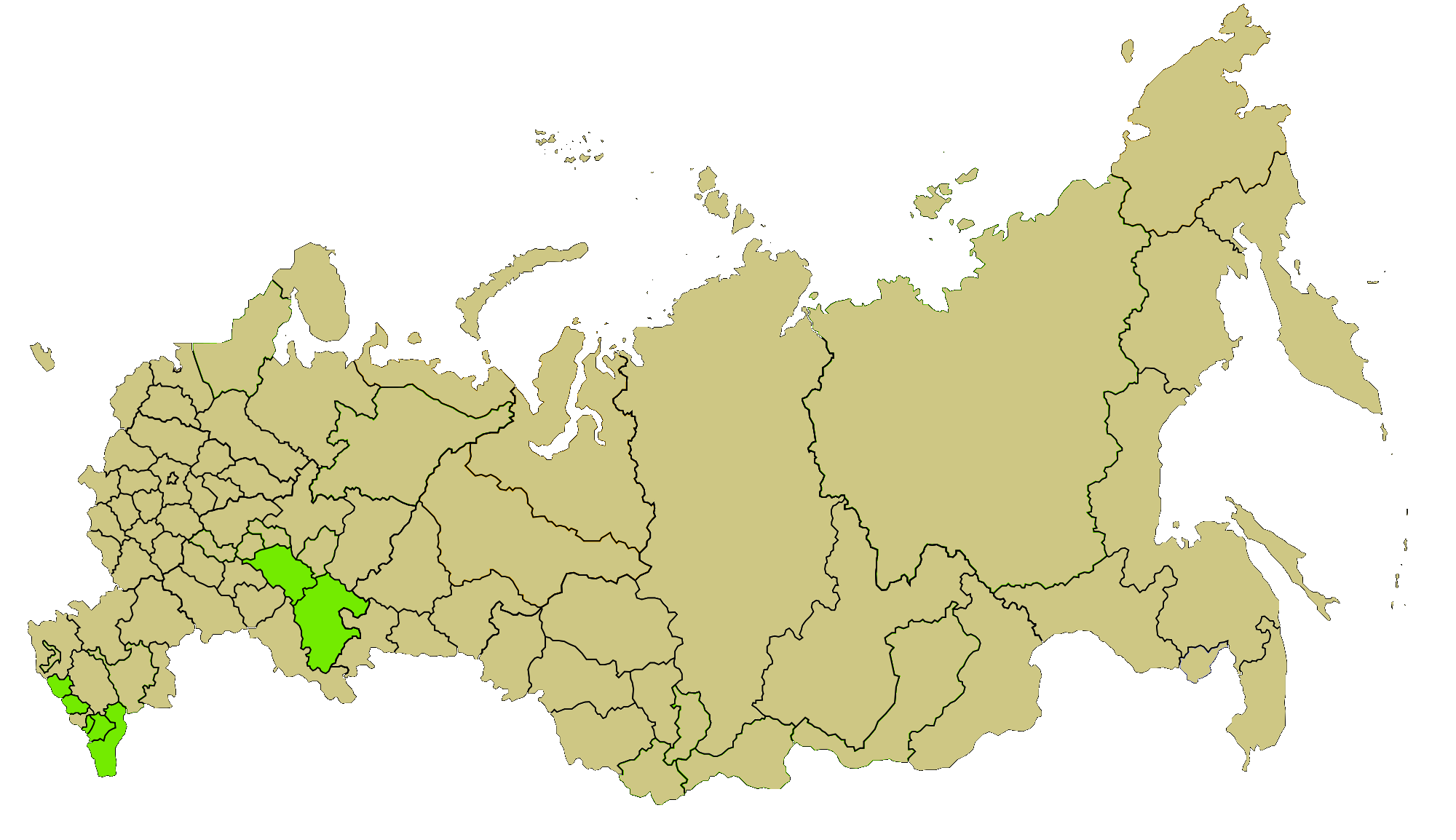
Régions russes avec la majorité musulmane.
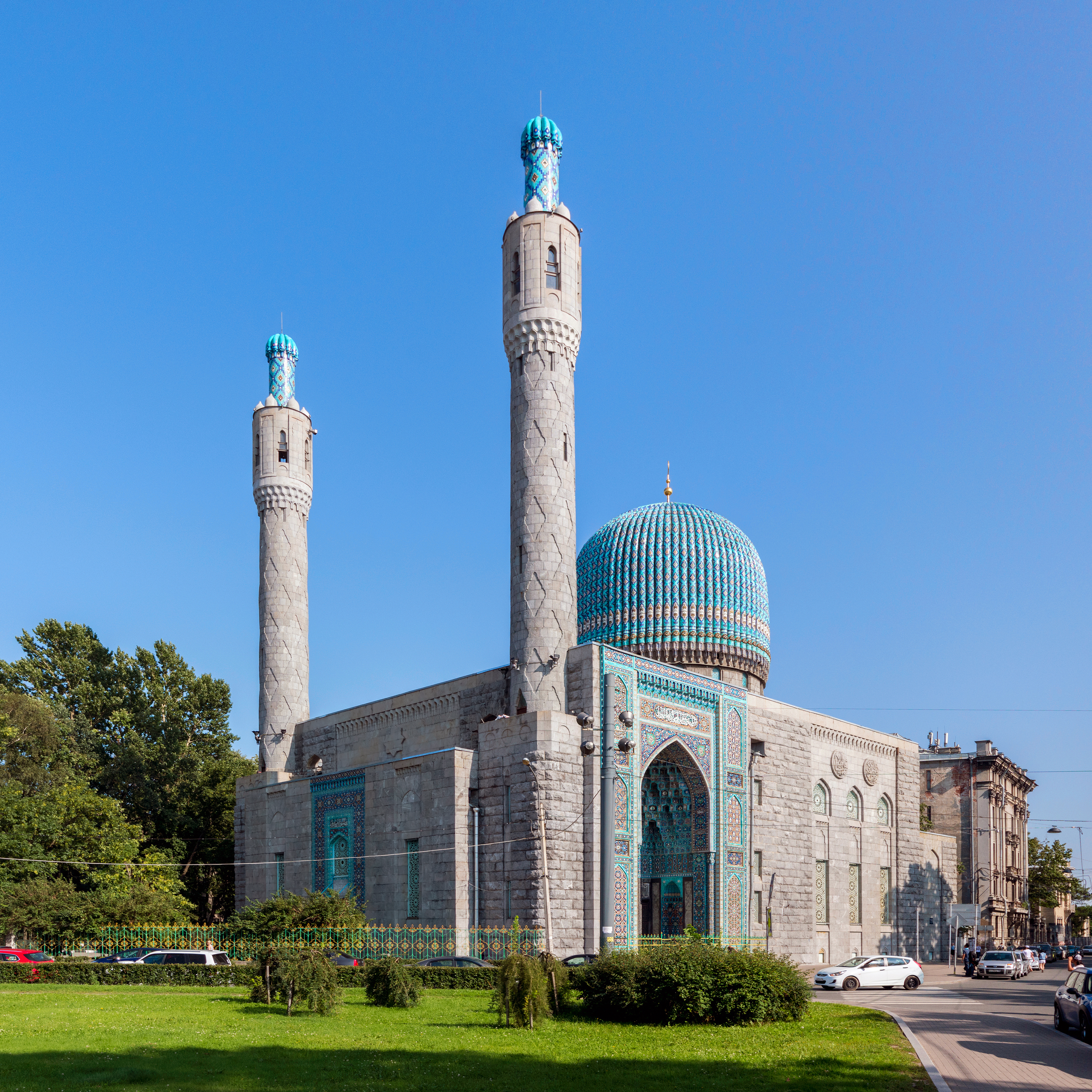
Mosquée de Saint-Pétersbourg.
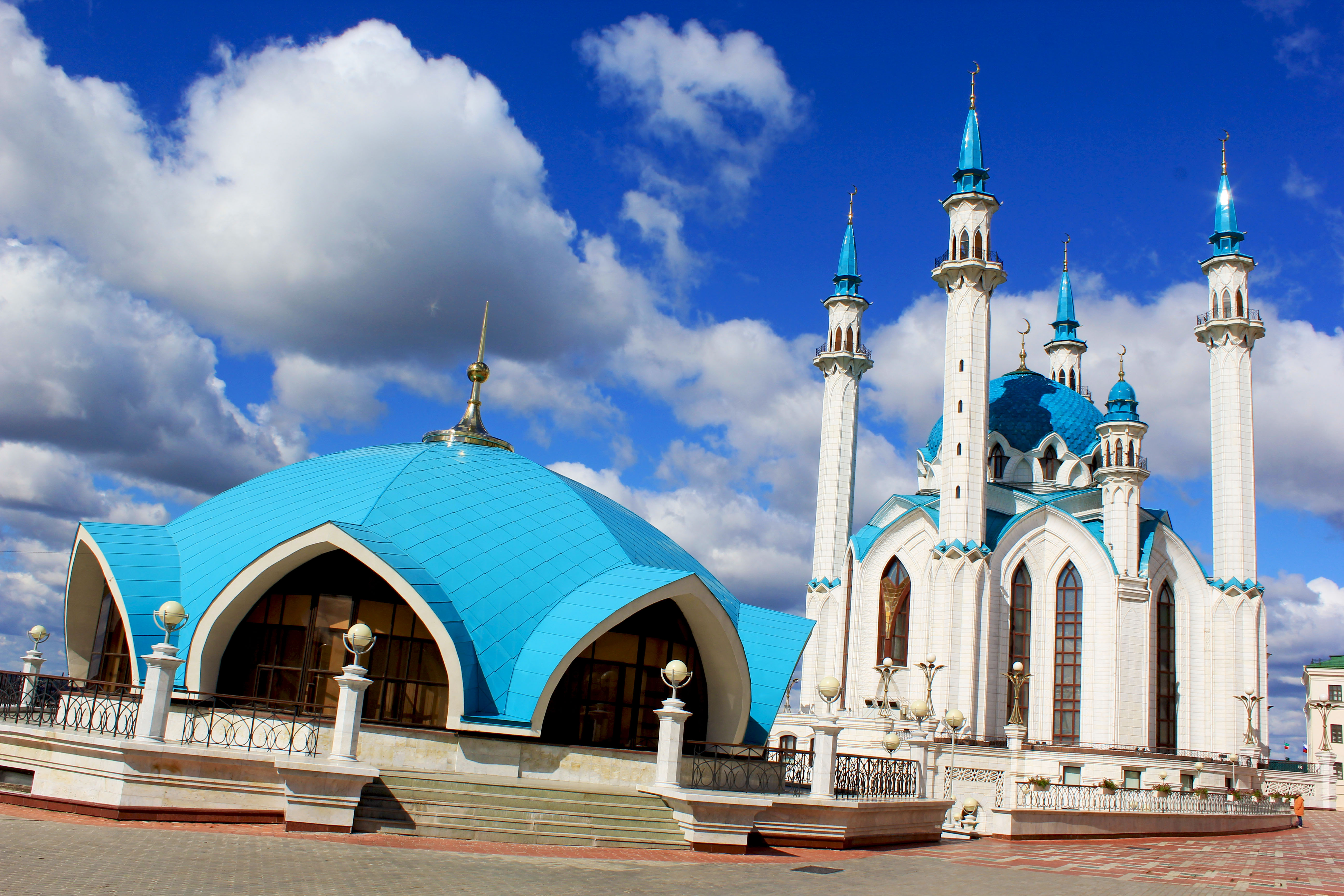
Mosquée Qolsharif à Kazan.

#### Bouddhisme (< 1%)
Le bouddhisme est historiquement traditionnel dans trois régions de la Russie, dont deux de Sibérie, la Bouriatie, le Touva et une du bassin de la Volga, la Kalmoukie, toutes trois avec des populations d'origine turco-mongole.
Cette religion est arrivée de Mongolie et connaît une certaine expansion à la fin des années 1980. En septembre 1992, lors de la visite du dalaï-lama à Moscou, on compte un million de fidèles sur le territoire de l’ex-URSS.
Selon l'Association des bouddhistes en Russie, le nombre de personnes pratiquant le bouddhisme est approximativement entre 1,5 à 2 millions.

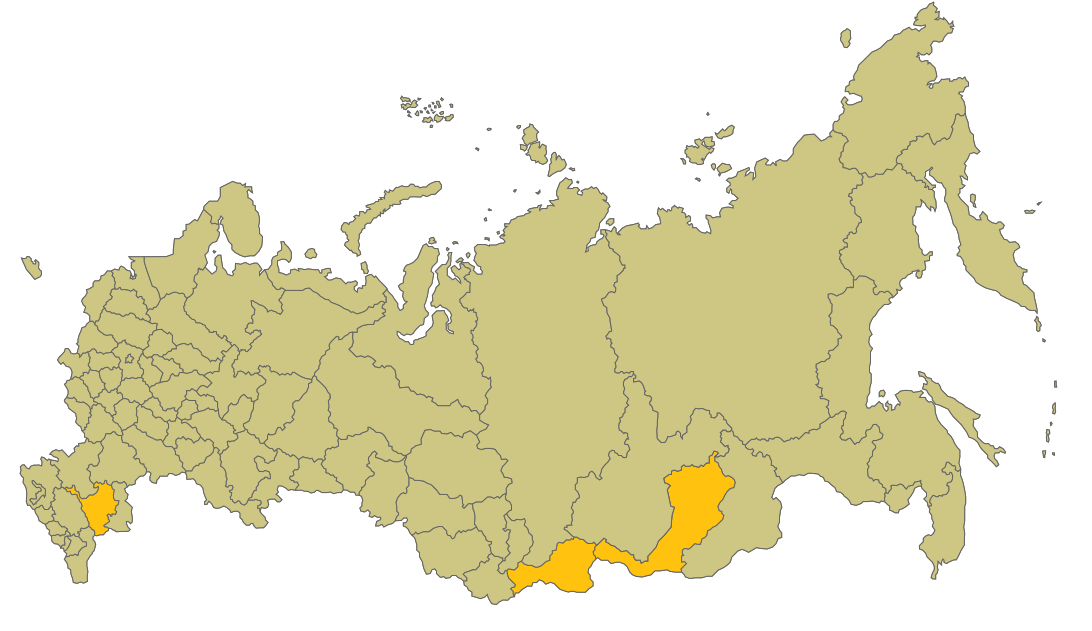
Régions russes avec la  majorité de bouddhistes.
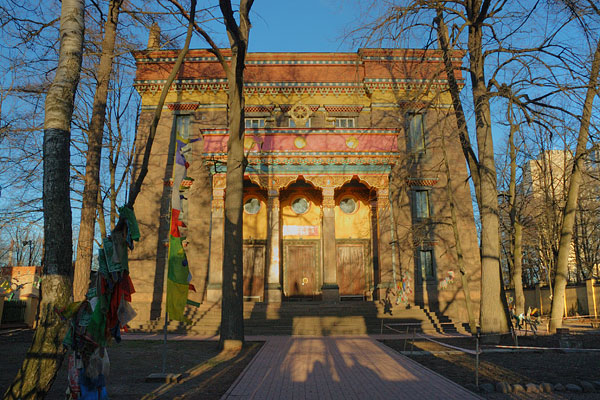
Temple bouddhiste de Saint-Pétersbourg.

### XIXesiècle
À la fin du XVIIIe siècle, la dvoeverie (double foi ou double croyance), consiste en une religion populaire qui préserve le panthéisme slave sous une surface christianisée. Cette double pratique est appréciée des intellectuels qui tentent de délimiter le caractère distinctif de la Russie par rapport à l'Occident.
Le 17 avril 1905, par décret du tsar Nicolas II, les minorités religieuses reçoivent le droit de célébrer publiquement leurs liturgies respectives. À l'aube du XXe siècle, les philosophies et mouvements ésotériques et occultes, notamment le spiritisme, la théosophie, l'anthroposophie, l'hermétisme, le cosmisme russe et autres, se répandent, comme le roerichisme (en) ou rérikhisme.
Les Chtoundistes concernent principalement l'Ukraine.

### XXesiècle
De 1917 à 1991, le statut des religions en Union soviétique est très problématique : athéisme d'État, politique anti-religieuse soviétique principalement en 1917-1940, persécutions anti-chrétiennes dans le bloc de l'Est (1917-1990) (en).
Après la Grande Guerre patriotique (1941-1945), l'hostilité anti-religieuse reprend mais à un degré moindre. 
Après la chute de Staline, on signala des poussées d'athéisme militant en 1954 puis à partir de 1959. 
On estime que de 1959 à 1962 le nombre des églises ouvertes passe de 22 000 à 11 500. 
En 1962 une loi restreint encore la tolérance, et un "marguillier" laïc surveille le prêtre et dissuade les fidèles de participer activement au culte.
Pendant la guerre froide (1947-1991), les Juifs soviétiques sont confrontés à un antisémitisme systématique et institutionnel ; certains secteurs du gouvernement leur sont presque entièrement interdits. En 1953, le prétendu « complot des blouses blanches » accuse d'assassinats ou de tentatives d'assassinat des centaines de médecins soviétiques, presque tous juifs, alors qu'il s’agissait d’une machination montée de toutes pièces par le NKVD pour le régime stalinien,.
Jugés « cosmopolites », les Juifs sont considérés comme un « risque de sécurité » ou comme des « traîtres » potentiels. Certains sont arrêtés ou punis pour avoir osé exprimer le désir de quitter le pays pour l'Ouest. En fait, les Juifs religieux souhaitent émigrer pour vivre librement leur foi tandis que des Juifs laïcs veulent fuir l'antisémitisme suscité par les autorités soviétiques. Comme les autres citoyens soviétiques, tous souffrent de l'absence de libertés civiles et de la pénurie endémique.

#### Relations interreligieuses
En 1998, le Conseil Interreligieux de Russie (MCP) a été créé. Il réunit des chefs spirituels et des représentants de quatre religions traditionnelles de la Russie : l'orthodoxie, l'islam, le judaïsme et le bouddhisme.
Des conflits armés au Caucase du Nord entre les pratiquants de l'Islam et les orthodoxes compliquent les relations interreligieuses en Russie.

#### Organisations religieuses en Russie post-soviétique
Avec la fin de l'athéisme d'État, s'opère une surenchère d'offre (et de demande) religieuse, principalement chrétienne évangéliste.
En 2010, 23 494 organisations religieuses étaient enregistrées en Russie .

## Repères 2020
Pour une population d'environ 145 000 000 de Russes en 2020, en tenant compte de la fiabilité variable des déclarations, des estimations mais aussi des affiliations multiples :
- Religion en Russie (rubriques)

La Russie compterait en 2014, environ 90 % de croyants (dont 80 % de chrétiens) et environ 10 % d'athées ou d'indécis).

### Christianisme (47%)
- Christianisme en Russie (en) (46-47 %, en 2012), Christianisme en Russie (rubriques)
  - Chrétiens orthodoxes (79,6 % des chrétiens russes, soit 42,5 % de tous les Russes)
    - Église orthodoxe russe (38 800 000, 41 %) Église orthodoxe russe (rubriques)
    - les orthodoxes non affiliés (2 100 000, 1,5 %),
    - les Vieux-croyants (400 000, 0,2 %) (et dont 15 % se disent pratiquants),

  - Chrétiens catholiques romains (140 000, 0,1 %),
  - Églises catholiques orientales (Catholiques byzantins),
  - Chrétiens protestants (300 000, 0,2 %), principalement luthériens et baptistes,
    - Union russe des chrétiens évangéliques baptistes,
    - Alliance évangélique russe,
    - Église protestante-luthérienne de la Russie européenne

  - Église apostolique arménienne : 0,03 %,
  - Chrétiens non orthodoxes non affiliés (5 900 000, 4 %)

### Autres Spiritualités (30%)
- Islam en Russie, Islam en Russie (rubriques) : 17,1 % : entre 20 et 25 millions de musulmans
  - principalement sunnites 
  - mais aussi avec une forte communauté soufie proche du chiisme au Daghestan)
- Bouddhistes, Bouddhisme en Russie (700 000-1 500 000, 0,07 %), essentiellement de tradition tibétaine
- Hindouisme en Russie (en)
- Bahaïsme en Russie (en) (18 980 en 2005)
- Judaïsme en Russie, Juifs  (230 000, (0,15 % en 2002) (< 0,1 % en 2020)
  - Judaïsme orthodoxe, Hassidisme)
- Néopaganisme (1,2 %)
  - Cosmisme (Russie, années 1880),
  - Roerichisme (en) ou Rérikhisme, Éléna Roerich (1879–1955), Nicolas Roerich (1874–1947), Agni yoga,
  - Rodnovérie ou néopaganisme slave, kandybaïsme (en), védisme Peterburgien (en), authentisme russe (en), Sylenkoïsme
  - Ivanovism (en), d'après Porfiry Ivanov (en) (1898-1983)
  - Lévashovisme (en), d'après Nikolai Levashov (en) (1961-2012)
  - Anastasianisme des cèdres sonnants (en), d'après Vladimir Megre (en) (1950-)
  - Ynglisme (en) (les 4 védas slavo-ariens)
  - Vattisen Yaly, basée sur l'ancienne religion des Tchouvaches (proche du Tengrisme), peuple d'origine turque…
  - Néopaganisme ouralien (en), religion traditionnelle des Mari (en) (Marla), religion traditionnelle des Mordves (en), religion traditionnelle des Oudmourtes (en)
  - Néopaganisme caucasien (en), Néopaganisme abkhaze, Adyghe Habze (en)
  - Uatsdin (en), assianisme, reprise de traditions des Ossètes (des Alains et des Scythes)
  - Tengrisme, chamanisme en Sibérie, bourkhanisme
- Scientologie en Russie (en)
- Spiritualités sans religion (10,25 %)

### Autres perspectives
- Agnosticisme (10,25 %), Irréligion en Russie (en)
  - agnosticisme (5,7 %), athéisme (12,13 %), indifférence, défiance, prudence…
- Refus de donner son opinion (5,6 %)
- Liberté de religion en Russie (en)